# アーバニア千代田
アーバニア千代田 （アーバニアちよだ） は、愛知県名古屋市中区千代田にあるマンションである。

## 概要
名古屋市の都心部での居住促進の為に、住宅・都市整備公団が建設した名古屋市内初の超高層マンションである。
高層化に伴って柱が太くなることを防ぐ為、当時としては最新のRC積層工法が用いられている。
東海銀行やトヨタ自動車と親密で名古屋で強い地盤を持っていた千代田火災保険の名古屋での本部機能を入居させる為の千代田火災名古屋ビル(現・あいおいニッセイ同和損保名古屋鶴舞ビル)と一体的に開発する団地認定をされ、容積率の割増などもされたが、六本木ヒルズなどの様な全体を指す名称もなく、通常の管理・運営も別々に行われている。

## あいおいニッセイ同和損保名古屋鶴舞ビル
千代田火災名古屋ビルとして建設され、企業再編に伴い現在の名称になった。
現在はあいおいニッセイ同和損害保険株式会社の東海業務部が利用していて、他社へのオフィス賃貸は行われていない。
- 建築面積1,921.62m2
- 延床面積14,201m2
- 設計 : 伊藤建築設計事務所

## 参照
- RC積層工法による21階建高層住宅の施工 アーバニア千代田市街地住宅（ウェブサイト）
- 中区の団地認定区域 アーバニア千代田　名古屋市住宅都市局（ウェブサイト）